# Tokubei Kuroda
Pour les articles homonymes, voir Kuroda.
Tokubei Kuroda (黒田 徳米, Kuroda Tokubei, 17 octobre 1886 - 15 mai 1987) est un savant et universitaire japonais, surtout connu comme pionnier de la taxonomie et de la malacologie des eaux côtières japonaises.
Kuroda est né à sur l'île d'Awaji.
La littérature malacologique japonaise reflète son homologue allemand avec des articles commémoratifs et des festschrifts publiés à l'occasion des anniversaires clés des malacologues renommés. La communauté scientifique d'Allemagne commémore généralement les 60e, 70e, 80e, et même les 90e anniversaires. Les collègues de Kuroda ont célébré ses 60e, 77e, 88e, 99e et 100e anniversaire.

## Honneurs
- Ordre du Trésor sacré, 1939[1].

### Articles
- Kuroda, Tokubei, 1937. A. Adams’ colour blindness. Venus 7(4): 178 [en japonais].
- Kuroda, Tokubei and Tadashige Habe, 1954. On some Japanese Mollusca described by A. Adams, whose specimens are deposited in the musée Redpath of Canada (No. 1). Venus 18(1): 1-16, pls. 1, 2.
- P. Callomon, 2003. Henry A. Pilsbry and Yoichiro Hirase, with translation of Tokubei Kuroda’s (1958) In memory of Dr. H. A. Pilsbry: Pilsbry and the Mollusca of Japan. Proceedings of the Academy of Natural Sciences of Philadelphia 153: 1-6
- Kuroda, Tokubei and Tadashige Habe, 1958.  On some Japanese Mollusca described by A. Adams, dont les spécimens sont déposés au musée Redpath du Canada. Venus 18(1): 1-16, pls. 1-2.
- Kuroda, Tokubei, translated and with an introduction by P. Callomon, 2003. Yoichiro Hirase, the great collector of Japanese land mollusks, and the collectors who helped him. Proceedings of the Academy of Natural Sciences of Philadelphia 153:7-14.

### Ouvrages
- Kuroda, Tokubei and Tadashige Habe. (1952). Check list and bibliography of the recent marine Mollusca of Japan (edited, Leo. W. Stach). Tokyo: Hosokawa. OCLC 1561570
- Hirohito, Tokubei Kuroda; Tadashige Habe and Katura Oyama. (1971). The sea shells of Sagami Bay. Tokyo : Biological Laboratory Imperial Household.  OCLC  13154754

## Source
- Coan, Eugene V., Alan R. Kabat and Richard E. Petit, 2006. 2,400 years of Malacology, 3rd ed. American Malacological Society